# Dromeosaurini
Dromeosaurini (lat. Dromaeosaurinae) su potporodica dromeosaurida. Većina ih je živjela u današnjoj Sjevernoj Americi (Dromaeosaurus, Utahraptor), kao i Mongoliji, (Achillobator, Adasaurus), a moguće i u Danskoj (Dromaeosauroides). U Etiopiji su također pronađeni izolirani zubi koji možda pripadaju nekom dromeosaurinu; u svakom slučaju, sigurno je da pripadaju nekoj životinji koja je živjela tijekom perioda kasne jure.

## Osobine
Svi sjevernoamerički i azijski dromeosaurini iz kasne krede bili su maleni, ne duži od 1,8 m (Dromaeosaurus i Adasaurus). Međutim, u dromeosaurine su spadali i najveći dromeosauridi: Achillobator je bio dug 6 metara, a Utahraptor 7,5 m.
Dromeosaurini se od ostalih dromeosaurida razlikuju po zdepastijim, kockastim lubanjama, dok pripadnici ostalih porodica obično imaju uže njuške. Također, dromeosaurini su obično teže građe, sa snažnim nogama, koje nisu toliko služile za brzinu već za napad.
Osim toga, dromeosaurine se od velociraptorina razlikuju po niskom DSDI omjeru; na primjer, njihovi zubi imaju nazubljenja jednake veličine i na prednjem i na zadnjem rubu. S druge strane, velociraptorini imaju veća nazubljenja na zadnjem rubu zuba, a na prednjem su ili maleni ili uopće nisu prisutni.

## Rodovi
U ovu potporodicu spada pet rodova:
|  | Dromaeosauroides? |
|  |                   |
|  | Dromaeosaurus     |
|  |                   |
|  | Adasaurus?        |
|  |                   |
|  | Achillobator      |
|  |                   |
|  | Utahraptor        |
|  |                   |

## Vanjske poveznice
- http://paleodb.org/cgi-bin/bridge.pl?a=basicTaxonInfo&taxon_no=54552  Arhivirana inačica izvorne stranice od 21. listopada 2012. (Wayback Machine)